# Videogiochi nel 1976

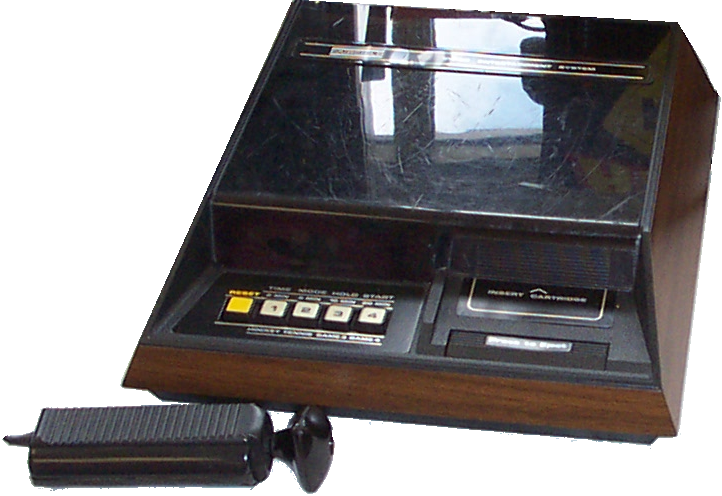
Fairchild Channel F

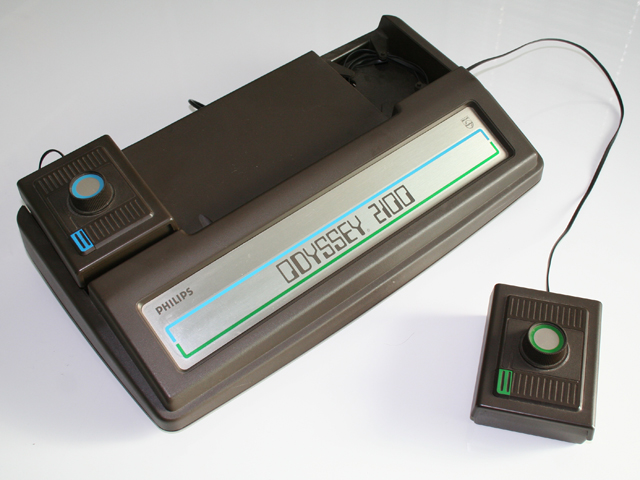
Philips Odyssey 2100

Eventi rilevanti avvenuti nell'industria dei videogiochi nel 1976. 
Per un elenco delle voci su giochi usciti nell'anno vedi Categoria:Videogiochi del 1976.

## Eventi
- 20 aprile - Viene fondata la Data East.
- agosto —  Fairchild mette in commercio la console Fairchild Channel F, la prima basata su cartucce.
- Philips mette in vendita la console Philips Odyssey 2100 in Europa.
- Viene scritta la prima versione su PDP-11 di Colossal Cave Adventure, la prima avventura testuale
- Mattel produce Auto Race, il primo gioco elettronico portatile, non un videogioco in senso stretto in quanto basato su LED